# 전압계

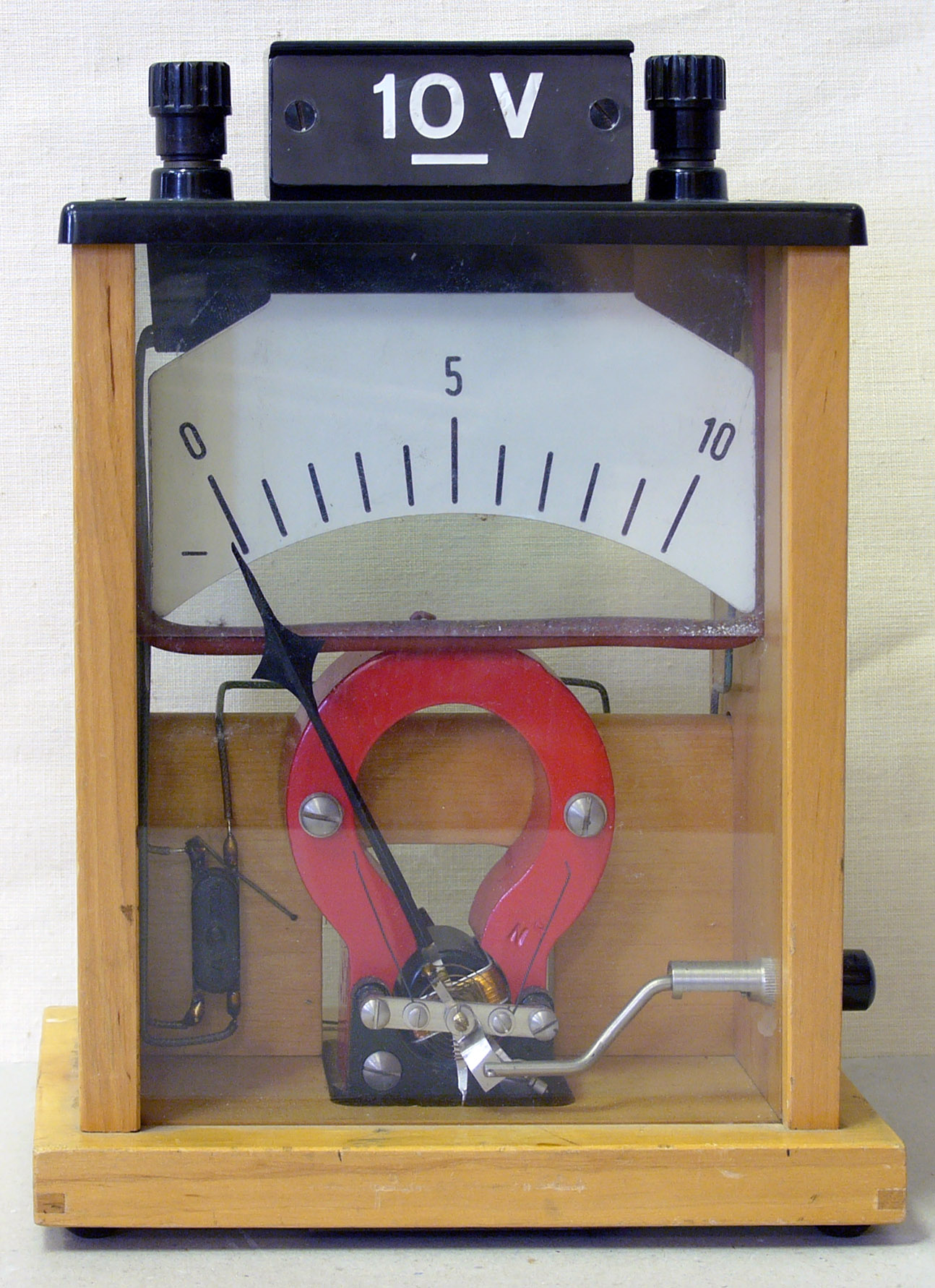
전압계

전압계(電壓計)는 전기 회로상 두 점 사이의 전위 차이를 측정하기 위하여 사용하는 기구이다.
전위차를 나타내는 방식에 따라 아날로그와 디지털로 나뉜다. 아날로그 전압계는 바늘이 눈금을 가리키는 것으로, 디지털 전압계는 아날로그-디지털 변환회로를 통해 전압을 계기판에 숫자 형태로 각각 표시한다.
전압계는 다양한 형태를 띤다. 발전기나 그 외의 고정된 장치의 전압을 측정할 때에는 패널 내에 내장되어 있는 전압계가 사용된다. 일반적인 경우에는 전류계와 저항측정장치가 포함된 멀티미터라는 휴대용 장치를 사용한다. 압력, 온도, 유량, 수위 등을 표현하기 위해서 변형된 형태의 전압계를 사용하기도 한다.
일반적으로 사용되는 아날로그 전압계는 1%정도의 오차로 수십분의 1 볼트(V)에서 수천 볼트(V)까지 측정할 수 있다. 반면에 디지털 전압계는 오차가 1% 미만으로 대단히 정밀하다. 특수한 목적으로 제작된 전압계는 정밀도가 훨씬 뛰어나서, 백만분의 1 정도의 오차범위 안에서 값을 측정할 수도 있다. 증폭기를 사용하면 마이크로볼트 또는 그 이하의 전압도 측정할 수 있다.
정확한 전압계를 만드는데 가장 큰 문제는 기기의 측정값을 보정하는 과정이다. 일반적으로 실험실에서는 웨스턴 셀을 기준전압으로 하여 보정한다.

## 같이 보기
- 전류계
- 도량형학
- 멀티미터
- 전압 분배 법칙